# El Alcázar (Misiones)
El Alcázar – miasto w Argentynie, w prowincji Misiones, w departamencie Libertador General San Martín.
Według danych szacunkowych na rok 2010 miejscowość liczyła 3 034 mieszkańców.